# Hibarigaoka (métro de Sapporo)
Hibarigaoka (ひばりが丘駅, Hibarigaoka-eki) est une station du métro de Sapporo au Japon. Elle est située dans l'arrondissement d'Atsubetsu à Sapporo.

## Situation sur le réseau
Établie en souterrain, la station est située au point kilométrique (PK) 18,9 de la ligne Tōzai entre la station Oyachi, en direction du terminus nord-ouest Miyanosawa, et la station Shin Sapporo, le terminus sud-est.

## Histoire
La station a été inaugurée le 21 mars 1982.

## Services aux voyageurs

### Accès et accueil
La station est ouverte tous les jours.

### Desserte
- Ligne Tōzai :
  - voie 1 : direction Shin Sapporo
  - voie 2 : direction Miyanosawa

Installations et desserte
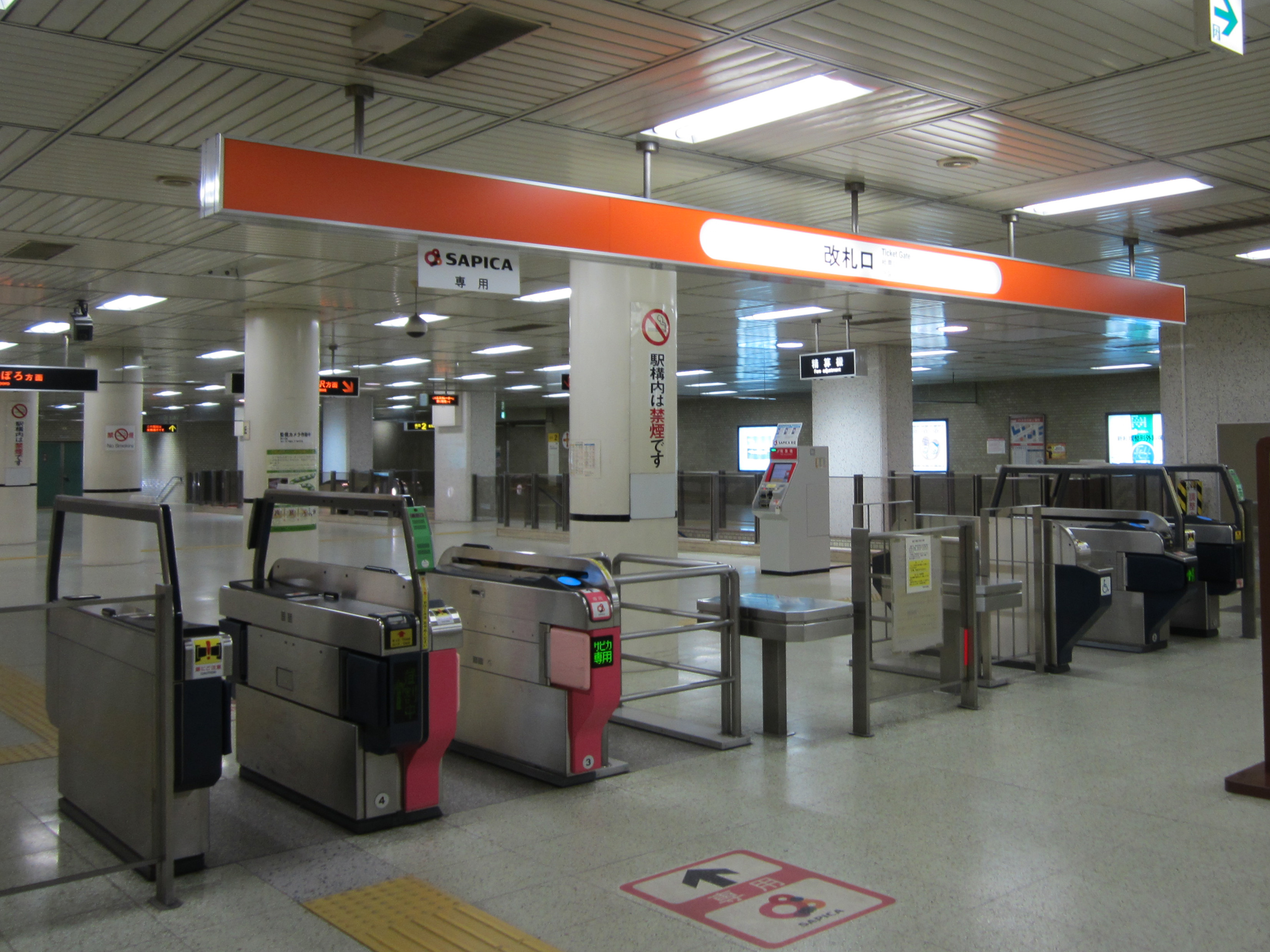
Ligne de contrôle.
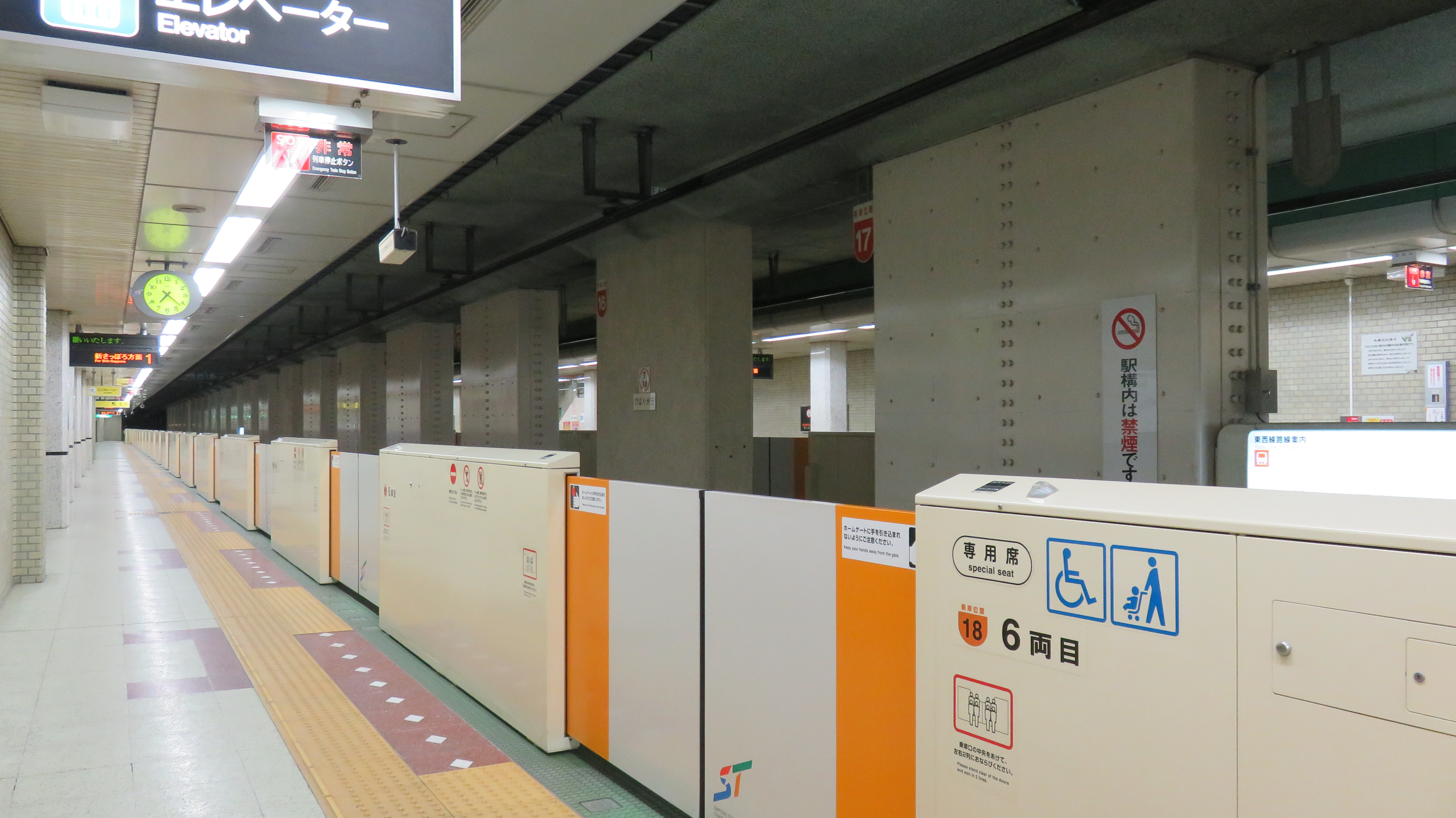
Vue d'un quai latéral.